# 내시부
내시부(內侍府)는 1392년에 설치된 조선시대의 관청으로 이조의 속아문이다.

## 기능
궁중 안의 식사감독, 왕명 전달, 궐문 수문(守門)과 수직(守直), 청소 등 궐내 잡무를 맡아보았다.

## 연혁
고려시대 공민왕이 환관(내시)들에게 베푼 관청으로 우왕 때 폐지되었다가 공양왕 때 복귀되었다.

조선시대에는 1392년(태조 1년)에 설치하였다. 이후 정조 때에 대전장번, 대전출입번, 왕비전출입번, 세자궁장번, 세자궁출입번, 빈궁출입번 등을 두었다.
요즈음에는 청와대 부속실과 같다고 볼 수 있다.

## 구성
| 품계        | 관직       | 정원 | 담당                                                                            |
| ----------- | ---------- | ---- | ------------------------------------------------------------------------------- |
| 정1품       |            |      |                                                                                 |
| 종1품       |            |      |                                                                                 |
| 정2품       |            |      |                                                                                 |
| 종2품       | 상선(尙膳) | 2명  | 내시부의 으뜸벼슬. 임금, 비빈, 대비, 왕세자 등의 식사관련업무, 내시부 관원 감독 |
| 정3품(당상) | 상온(尙醞) | 1명  | 왕실사람들 시중, 술 빚는 일 관장                                                |
| 정3품(당하) | 상다(尙茶) | 1명  | 임금, 비빈, 대비, 왕세자 등에게 차를 대접하는 일 관장                           |
| 종3품       | 상약(尙藥) | 2명  | 궁중에서 쓰는 약 관장, 내의원과 연계                                            |
| 정4품       | 상전(尙傳) | 2명  | 왕명전달 관장. 대전내관이라고 함.                                               |
| 종4품       | 상책(尙冊) | 3명  | 궁중에서 쓰이는 서책 관장                                                       |
| 정5품       | 상호(尙弧) | 4명  | 대전 목궁 관리, 대전 응방, 궁방, 왕비전 주방, 문소전 설리, 세자궁장번 관장      |
| 종5품       | 상탕(尙帑) | 4명  | 궁중 재화 관장                                                                  |
| 정6품       | 상세(尙洗) | 4명  | 대전 그릇, 청소, 왕비전 등불, 문소전 진상, 세자궁, 빈궁 주방 관장               |
| 종6품       | 상촉(尙燭) | 4명  | 궁중 등불 관장                                                                  |
| 정7품       | 상훼(尙煊) | 4명  | 궁중 난방, 문차비, 설리 관장                                                    |
| 종7품       | 상설(尙設) | 6명  | 휘장, 인석, 장설 관장                                                           |
| 정8품       | 상제(尙除) | 6명  | 궁중 소제 관장                                                                  |
| 종8품       | 상문(尙門) | 5명  | 궁중 문 수직 관장                                                               |
| 정9품       | 상경(尙更) | 6명  | 임금, 비빈, 대비, 왕세자 등의 시중, 야간시각알림 관장                           |
| 종9품       | 상원(尙苑) | 5명  | 궁중 정원 관장                                                                  |

모든 인원은 140명으로 환관으로만 이루어져있으며 1년에 4번 인사이동을 한다.

4품관 이하는 다른 문무관과 같이 계급이 올라가고, 3품관 이상은 왕의 특지로 올라갔다.

## 참고 문헌
- 『고려사』
- 『태조실록』
- 『태종실록』
- 『성종실록』
- 『증보문헌비고』
- 『경국대전』
- 『역주경국대전』-주석편-(한우근 외, 한국정신문화연구원, 1986)
- 「고려시대의 환관에 대하여」(이우철, 『사학연구』 1, 1958)